# Ana May
Ana May fue una actriz cinematográfica  argentina.

## Carrera
May fue una muy bella y talentosa actriz, que con su rostro angelical interpretó  a varios papeles de chicas buenas e inocentes. Actuó en la "época del oro del cine argentino"  hacia finales de los años '30 y comienzos de los '40.
A lo largo de su corta carrera trabajó  con importantes figuras del cine nacional argentino como Enrique Muiño, Sofía Bozán, Alicia Vignoli, Ángel Magaña, Roberto Airaldi, Elvira Quiroga, Gloria Bayardo, Delia Garcés, Ernesto Raquén, entre otros.
Luego de su última  película en 1941, se dedicó  exclusivamente a la actividad teatral.

### Filmografía
- 1934: Ídolos de la radio
- 1935: Crimen a las tres
- 1939: La vida es un tango
- 1939: Gente bien
- 1939: Atorrante (La venganza de la tierra)
- 1939: Good Girls Go To Paris o La pícara mentirosa
- 1939: El viejo doctor
- 1939: Muchachas que estudian como Dolores
- 1941: El más infeliz del pueblo[3]